# AVN Award for Best Transgender Group Sex Scene
L'AVN Award for Best Transgender Group Sex Scene ( precedentemente noto dal 2013 al 2020 come AVN Award for Best Transsexual Sex Scene) è un premio pornografico assegnato alle attrici impegnate in una scena transessuale di gruppo votata come migliore dalla AVN, l'ente che assegna gli AVN Awards, riconosciuti come i migliori premi del settore (paragonabile al Premio Oscar).
Come per gli altri premi, viene assegnato nel corso di una cerimonia che si svolge a Las Vegas, solitamente nel mese di gennaio, dal 2013.

## Vincitrici

### Anni 2010
| Anno | Vincitrici                                                                  | Titolo                              |
| ---- | --------------------------------------------------------------------------- | ----------------------------------- |
| 2013 | Foxxy Christian XXX                                                         | American Tranny 2                   |
| 2014 | Zoey Monroe Jacqueline Woods                                                | Rogue Adventures 38                 |
| 2015 | Venus Lux Dana Vespoli                                                      | TS, I Love You                      |
| 2016 | Vixxen Goddess Adriana Chechik                                              | TS Playground 21                    |
| 2017 | Buck Angel Valentina Nappi                                                  | Girl/Boy 2                          |
| 2018 | Adriana Chechik Aubrey Kate                                                 | Adriana Chechik Is the Squirt Queen |
| 2019 | Aubrey Kate Lance Hart Eli Hunter Will Havoc Ruckus Colby Jansen D. Arclyte | Aubrey Kate: TS Superstar           |

### Anni 2020
| Anno | Vincitrici | Titolo                                          |
| ---- | --- | ----------------------------------------------- |
| 2020 | Chanel Santini Lance Hart Will Havoc Dante Colle Pierce Paris Wolf Hudson                                                | Chanel Santini: TS Superstar                    |
| 2021 | Adriana Chechik Natalie Mars Khloe Kay                                                                                   | Transfixed 6                                    |
| 2022 | Jane Wilde Small Hands Aubrey Kate                                                                                       | Succubus - Part 4                               |
| 2023 | Emma Rose Khloe Kay Kenzie Anne                                                                                          | The Cum Sauna                                   |
| 2024 | Izzy Wilde Lola Morena Billie Beauomont                                                                                  | Horny Golden Goddesses/ Tantalizing Threesome 2 |
| 2025 | Ariel Demure Tori Easton TS Foxxy Brittney Kade Khloe Kay Kasey Key Leilani Li Eva Maxim Emma Rose Jade Venus Izzy Wilde | Gorgons & Goddesses                             |